# آزادی مذهب در چاد
آزادی مذهب در چاد (انگلیسی: Freedom of religion in Chad) با مساحت ۱۲۸۴۰۰۰ کیلومتر مربع (برابر ۴۹۵۷۵۵ میل مربع) دارای جمعیتی برابر ۹۸۸۵۷۰۰ نفر که بیش از نیمی از جمعیت آن مسلمان، تقریباً یک سوم مسیحی و مابقی پیرو باورهای مذهبی سنتی بومی یا بدون هیچ دینی به این ترتیب است که اکثریت بزرگی از مسلمانان پیرو یک شاخه مدره از اسلام عرفانی (تصوف) هستند، که نام محلی آن طریقه تیجانیه می‌باشد، که در آن برخی از عناصر مذهب آفریقائی وجود دارد. یک اقلیت کوچک از مسلمین (۵ تا ۱۰ درصد) دارای عقاید بنیادگرایانه‌تری هستند، که در برخی موارد با عقاید متمایل به سعودی مثل وهابی‌گری یا سلفی‌گری همراه است.
اکثریت مسیحیان چاد پیرو کلیسای کاتولیک رم هستند.

## چارچوب سیاست و قانون
بند یک قانون اساسی اعلام می‌دارد که چاد یک کشور سکولار است و جدائی دین از دولت را تأیید می‌کند. آزادی مذهب در قانون اساسی فراهم است: در عین حال برخی از سیاست‌های دولت در عمل طرفداری از اسلام است. برای مثال، کمیته ای متشکل از اعضای شورای عالی امور اسلامی و اداره امور مذهبی در وزارت کشور حج و عمره را سازمان می‌دهد. در گذشته انجمن کلیسای انجیلی مسافرتهای حج با هزینه دولت را مورد انتقاد قرار می‌داد و آن را تخطی از موضع سنتی سکولار کشور می‌دانست. اداره امور مذهبی و سنتی در وزارت کشور و امنیت داخلی بر روی مسائل مذهبی نظارت دارد. این دفتر مسئول واسطه‌گری مناقشات داخلی، گزارش پیرامون اعمال مذهبی، و تضمین آزادی مذاهب است. در حالیکه دولت قانوناً باید نسبت به کلیه گروه‌های مذهبی یکسان رفتار کند، غیر مسلمین ادعا می‌کنند که مسلمانان از ارجحیت برخوردارند. گزارش شده که در گذشته دولت زمین‌های عمومی را برای ساخت مساجد در اختیار رهبران مسلمانان قرار می‌داد، اما از نمایندگان سایر گروه‌های مذهبی می‌خواست که برای ساخت مکان‌های عبادت خود زمین را با قیمتهای معمول بازار بخرند.

## نظارت بر فعالیتهای مذهبی اسلامی
یک سازمان مذهبی مستقل اسلامی، به نام شورایعالی امور اسلامی بر کلیه فعالیت‌های مذهبی اسلامی نظارت می‌کند، از جمله بر مدارس زبان عربی و مؤسسات آموزش عالی نظارت دارد و در ملاقات‌های بین‌المللی اسلامی نماینده کشور چاد است. همچنین، شورای عالی امور اسلامی، در هماهنگی با رئیس‌جمهور، مسئولیت تعیین امام بزرگ که رهبر معنوی مسلمانان چاد است را بعهده دارد، این امام بر اعمال کلیه امامان مناطق کشور نظارت دارد و ریاست شورا با اوست. در اصول امام بزرگ اجازه محدود یا ممنوع کردن تبلیغ توسط سایر گروه‌های اسلامی را در سراسر کشور بعهده دارد، و مراسم مساجد را نیز تنظیم سراسر کشور نظارت دارد. در حال حاضر امام بزرگ شیخ حسین می‌کند، و روی فعالیت‌های مؤسسات خیریه اسلامی در حسن اکبر است او جریان مدره اسلامی صوفی (تیجانیه) که شاخه‌ای از اسلام است، را نمایندگی می‌کند.